# 奥尔基洛托核电站
奥尔基洛托核电站（芬蘭語：Olkiluodon ydinvoimalaitos）是芬兰两个核电站之一，另外一个为洛维萨核电站。核电站位于芬兰西部埃烏拉約基市镇内，波的尼亞灣岸边的奥尔基洛托岛岛上。
奥尔基洛托核电站由两个沸水反应堆（BWR）组成，每个反应堆的容量为890兆瓦，EPR反应堆（三号机组）的容量为1600兆瓦。奥尔基洛托核电站三号机组是目前欧洲最大的核电机组，也是全球第三大核电机组。三号机组于2005年开工建设，原定于2009年5月投入商业运营，最终在2023年4月16日正式投入运行。

## 一号和二号机组
一号和二号机组由两台产生890兆瓦电力的沸水反应堆组成。主承包商是ASEA-Atom，现在是威斯汀豪斯电气瑞典公司的一部分。涡轮发电机由Stal-Laval供应。机组的结构设计由ASEA-Atom设计。反应堆压力容器由Uddcomb Sweden AB制造，反应堆内部零件、机械部件由Finnatom制造。电力设备由Strömberg提供。第一机组由Atomirakennus建造，第二机组由Jukola和Työyhtymä建造。第一机组于1978年7月实现了初始临界，于1979年10月开始商业运营。第二机组于1979年10月实现了初始临界，于1982年7月开始商业运营。
反应堆的原始功率为660兆瓦。它们在1983年至1984年升级到710兆瓦，在1995年至1998年升级到840兆瓦，进一步在2005年至2006年升级到860兆瓦。2010年和2011年对机组进行了大规模升级，包括更换涡轮和发电机、隔离阀、电气开关设备和海水泵。升级将净电输出增加了20兆瓦，每台机组达到880兆瓦。
2017年，对第二机组进行了升级和现代化，从2018年初开始进一步提高了输出功率至890兆瓦。类似的升级在2018年对第一机组进行了。这次长期维护还为许可证更新申请做好了准备。许可证延期于2018年9月获得批准，使反应堆能够运行至2038年。
2010年7月，芬兰议会授予在该地点建造第四个反应堆的决策原则，但在2015年6月，芬兰电力公司决定不申请建造四号机组的许可证。

## 3号机组

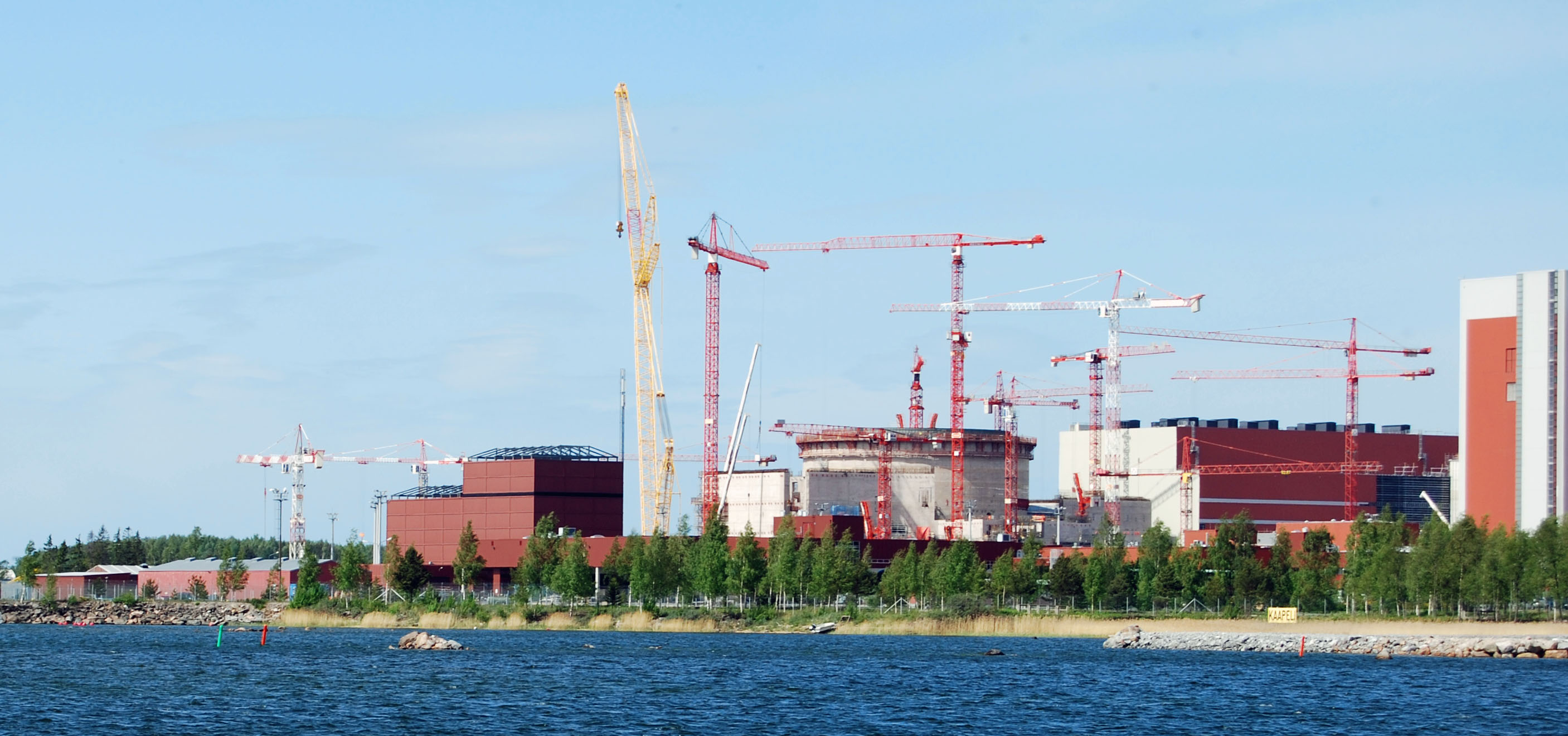
3号机组, 2009年。

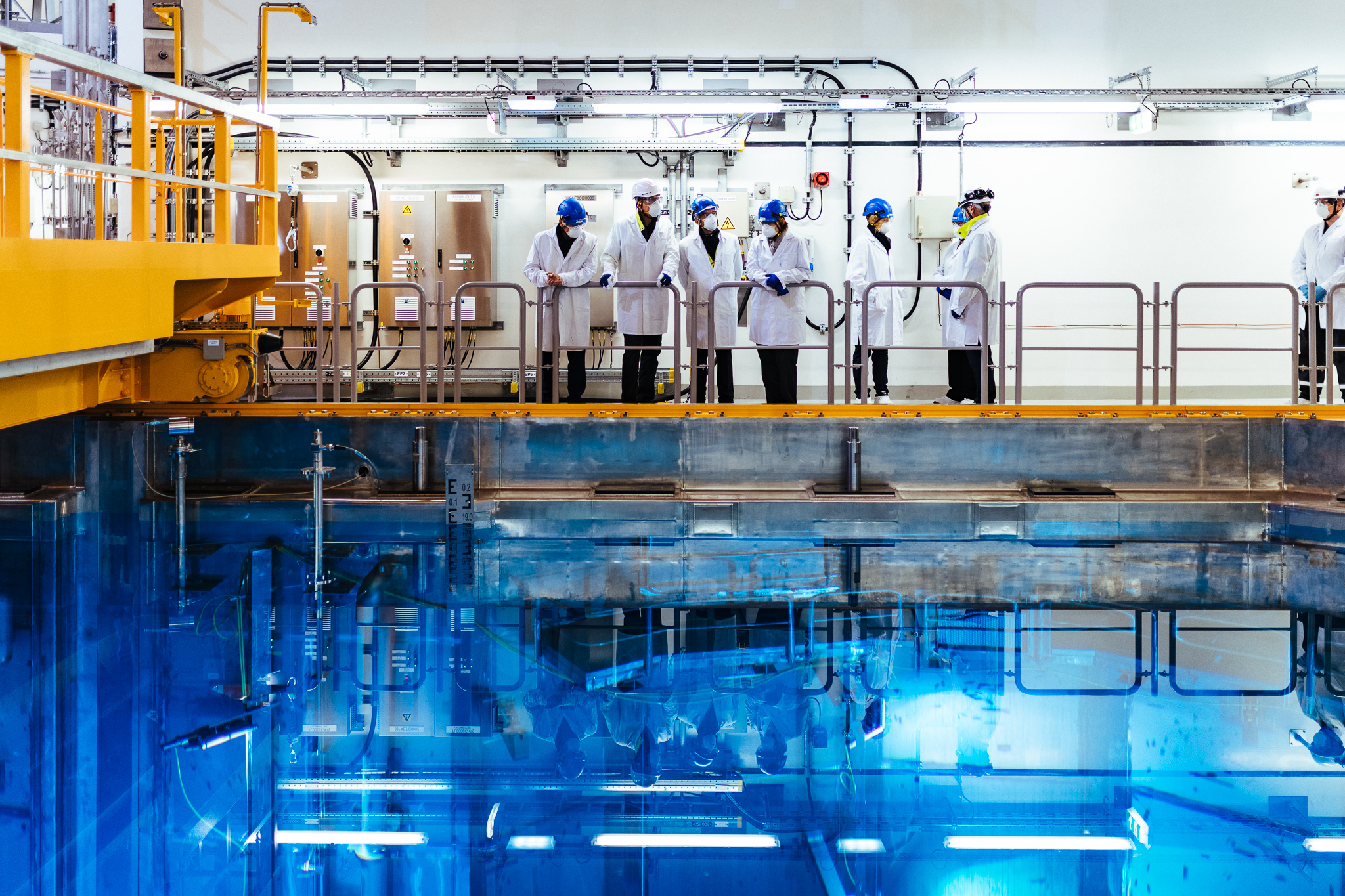
IAEA拉斐尔·格罗西于2020 年11月26日访问奥尔基洛托核电站。

3号机组是第一个欧洲压水反应堆（EPR），它是第三代压水反应堆（PWR）的一种。它将具有1,600 兆瓦的额定容量。日本製鋼所和三菱重工业制造了该机组的526吨反应堆压力容器。
2005年2月，芬兰政府批准芬兰电力公司建造一座新的核反应堆，使芬兰成为15年来第一个订购核反应堆的西欧国家 。  该装置于2005年开始建设。计划于2010年开始商业运营，但已多次推迟，直到2023年4月16日才开始正常發電。
2023年11月19日晚7时左右，由于检测到故障，3号核电机组自动停止发电。当地时间2025年3月10日，Teollisuuden Voima向3号机组向反应堆注水时，发生了约100立方米的反应堆冷却剂泄漏事件，泄漏的冷却剂流入了与环境隔绝的安全壳室，并流入安全壳的地板排水系统，但该事件未对人员、环境或核安全造成任何风险。

## 安克羅核廢料貯存庫

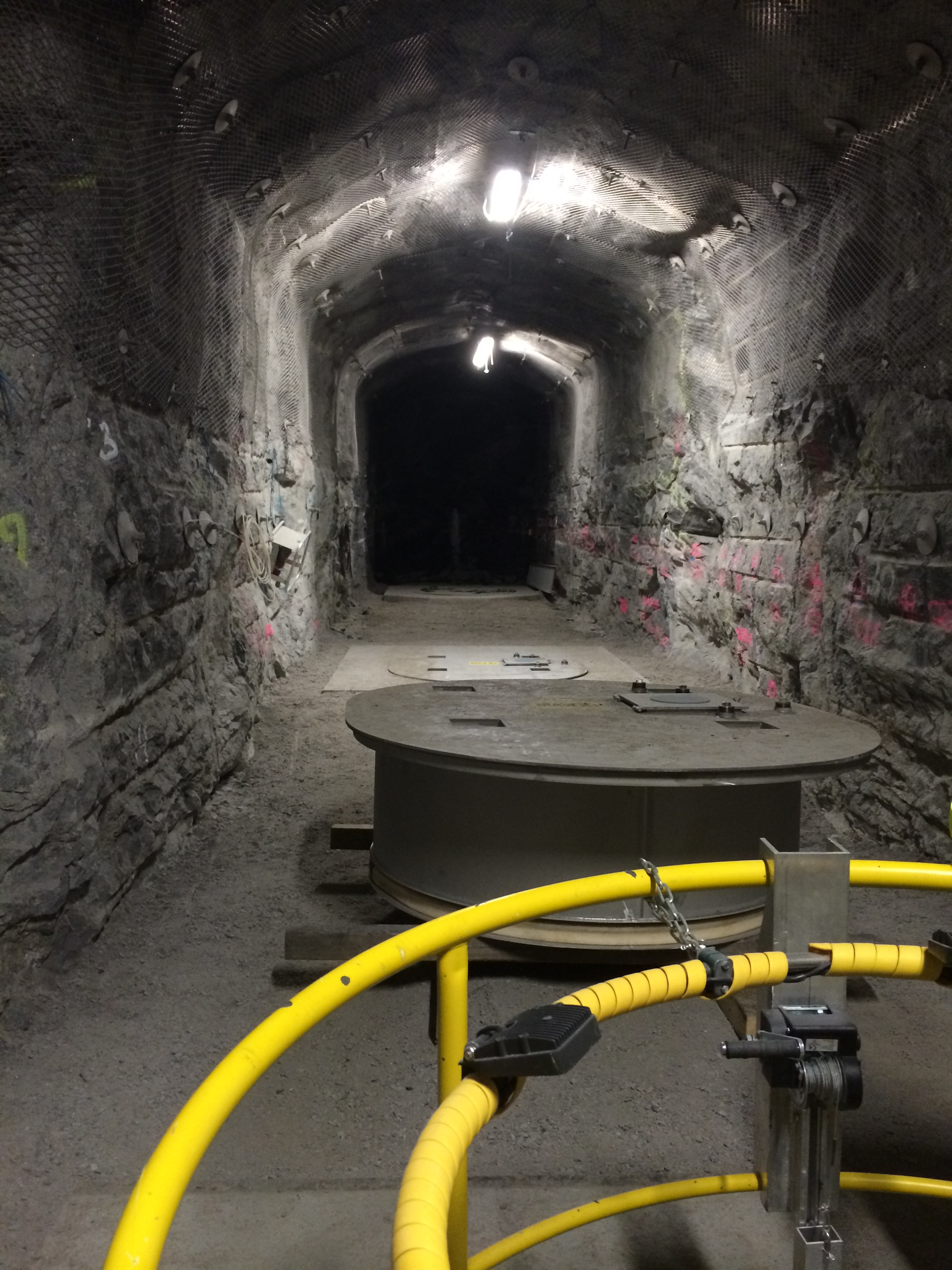
安克羅核廢料貯存庫的試驗洞穴

安克羅核廢料貯存庫是世界上第一个用于高放射性核废料最终处置的深地质处置库。它目前正在由核电站运营商富腾和芬兰电力公司拥有的芬兰厂商Posiva公司在奥尔基洛托工厂建造。

## 农业
废热是一种所有热力发电厂的共同输出，可加热冷却水（13 °C），在被泵回大海之前用于小规模农业。该发电厂拥有世界上最北端的葡萄园，这是一个0.1公顷的试验田，每年生产850公斤Zilga葡萄。另一个用途是养殖螃蟹、突唇白鮭、和用于制作鱼子酱的鲟鱼的池塘。

## 事故
2014年4月，1号机组汽轮机凝汽器发生少量海水泄漏，泄漏量为每小时2升。据运营商称，泄漏迫使电厂输出功率降至300兆瓦，但并不严重，将在一天内被修复。

## 参阅
- 芬兰核反应堆列表
  - 洛维萨核电站
- 核工程